# Anoplognathus boisduvalii
Anoplognathus boisduvalii är en skalbaggsart som beskrevs av Jean Baptiste Boisduval 1835. Anoplognathus boisduvalii ingår i släktet Anoplognathus och familjen Rutelidae. Inga underarter finns listade i Catalogue of Life.